# Flaujac-Gare
Flaujac-Gare är en kommun i departementet Lot i regionen Occitanien i södra Frankrike. Kommunen ligger i kantonen Livernon som tillhör arrondissementet Figeac. År 2022 hade Flaujac-Gare 86 invånare.

## Befolkningsutveckling
Antalet invånare i kommunen Flaujac-Gare
| Referens: INSEE |